# Salma Nassar
Salma Nassar (* 14. August 1991 in Kairo) ist eine ehemalige ägyptische Squashspielerin.

## Karriere
Salma Nassar spielte von 2007 bis 2014 auf der WSA World Tour und gewann in dieser Zeit einen Titel. Sie sicherte sich im Februar 2011 den Titel bei der International WISPA Persian Gulf Championship. Darüber hinaus stand sie auf der World Tour drei weitere Male im Finale. Ihre beste Platzierung in der Weltrangliste erreichte sie mit Rang 58 im Oktober 2013.

## Erfolge
- Gewonnene WSA-Titel: 1